# Ali Lajami
Ali Mohammed Lajami (arabisch علي لاجامي, DMG ʿAlī Lāǧāmī; * 25. April 1996 in Riad) ist ein saudi-arabischer Fußballspieler.

## Karriere

### Verein
Er begann seine Laufbahn bei al-Khaleej und wechselte im September 2018 in den Kader von al-Fateh. Seit September 2020 spielt er bei al-Nassr FC. Mit diesem Team gewann er in der Saison 2020/21 den saudischen Supercup.

### Nationalmannschaft
Seinen bislang einzigen Einsatz in der A-Nationalmannschaft hatte er am 19. November 2019 bei einem 0:0-Freundschaftsspiel gegen Paraguay, wo er in der 86. Minute für Abdulrahman al-Dawsari eingewechselt wurde.